# Беспроводная передача электричества

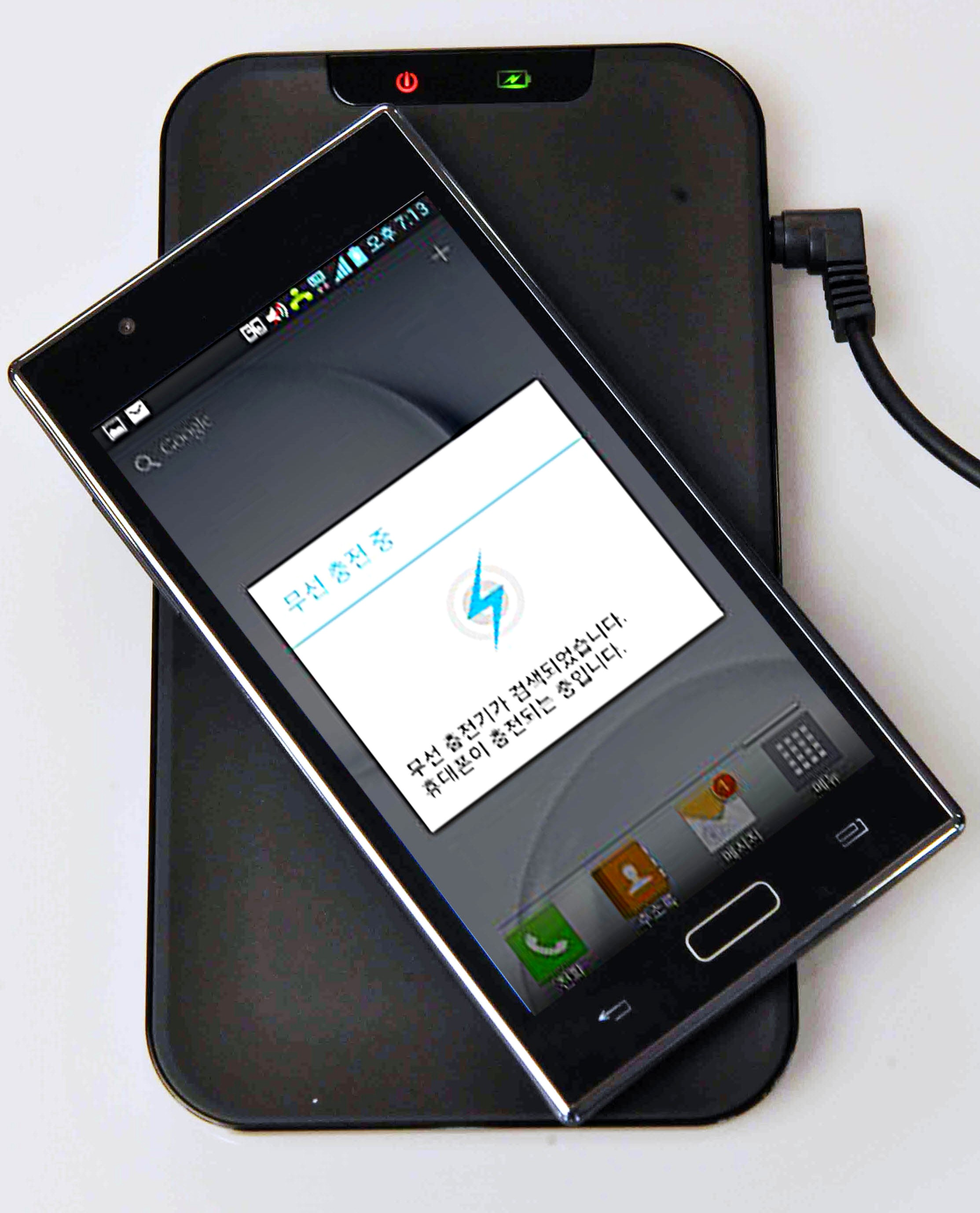
Беспроводное зарядное устройство для мобильного телефона стандарта Qi

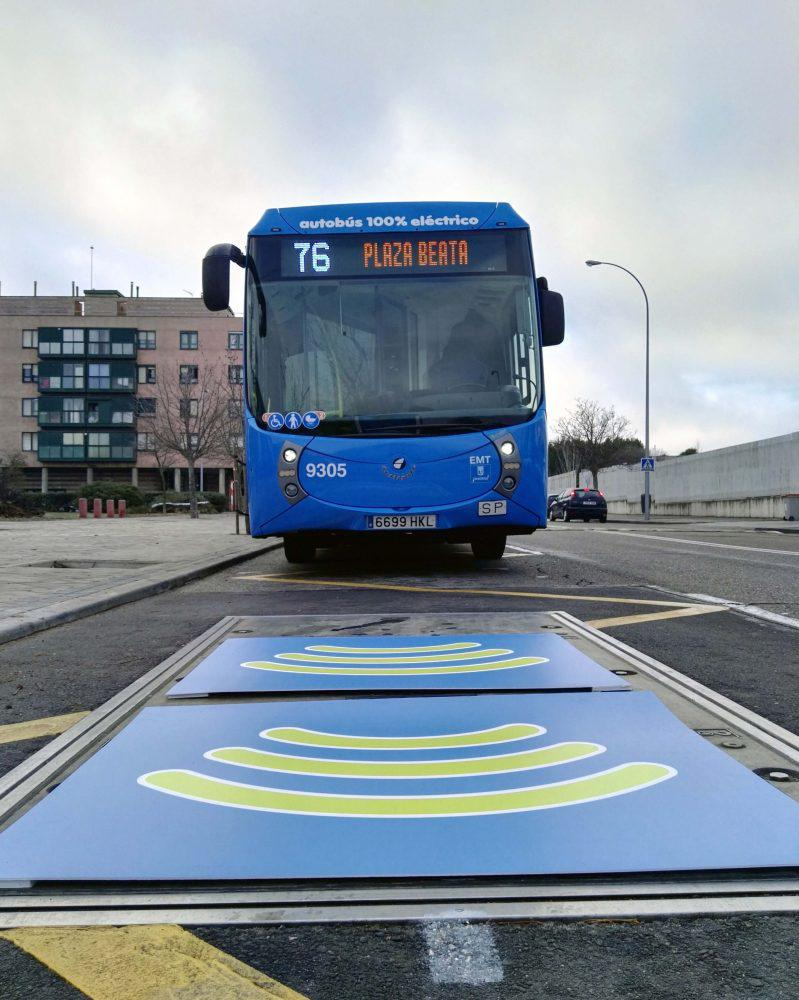
Зарядная площадка электробуса с бесконтактной зарядкой на остановке

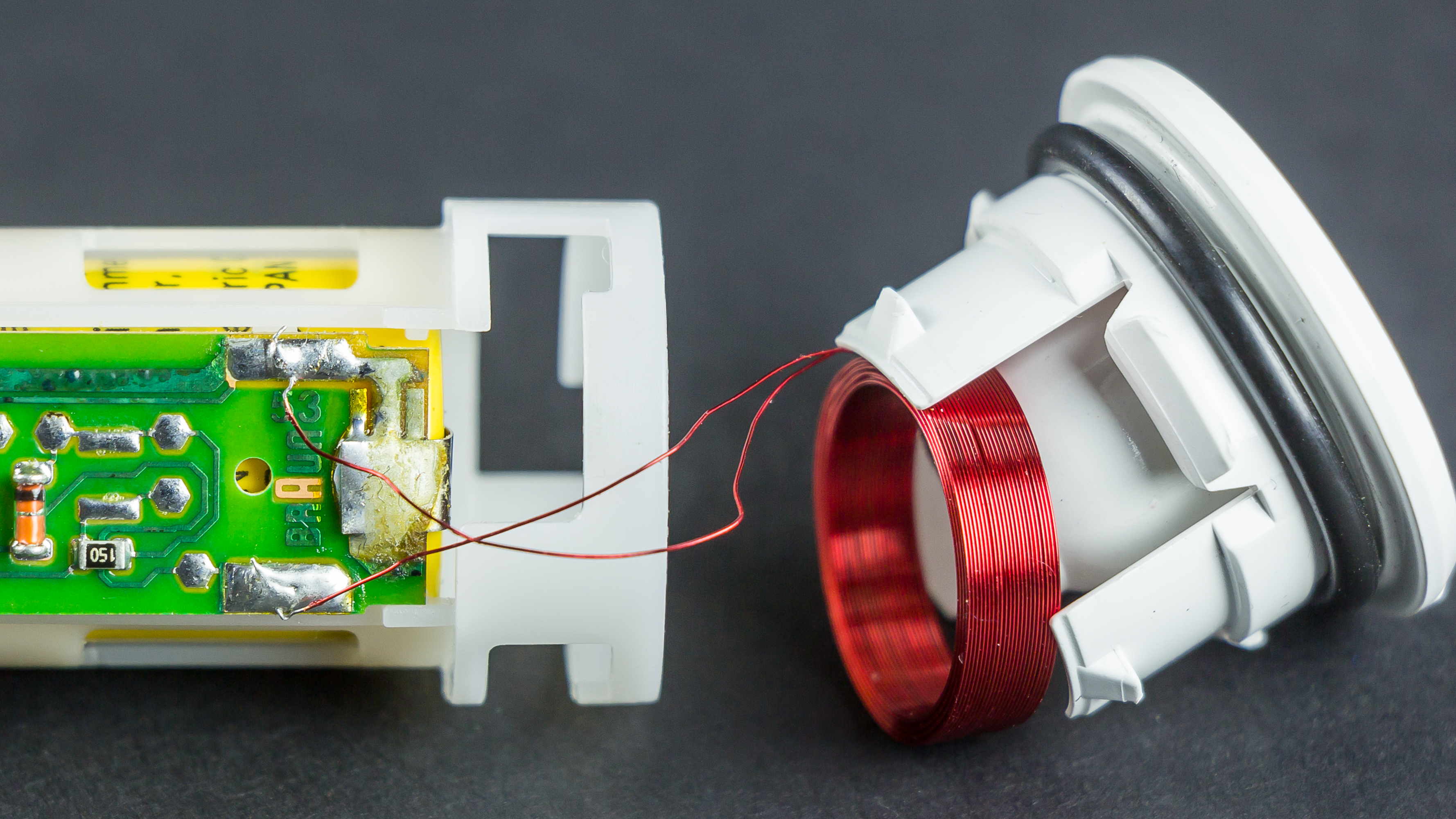
Приёмная индукционная катушка электрической зубной щётки «Braun 4728» с беспроводной зарядкой аккумуляторов

Беспроводна́я переда́ча электри́чества — способ передачи электрической энергии без использования токопроводящих элементов в электрической цепи.
Технологические принципы такой передачи включают в себя индукционный (на малых расстояниях и относительно малых мощностях), резонансный (используется в бесконтактных смарт-картах и чипах RFID) и направленный электромагнитный для относительно больших расстояний и мощностей (в диапазоне от ультрафиолета до СВЧ).
К 2011 году имели место следующие успешные опыты с передачей энергии мощностью порядка десятков киловатт в микроволновом диапазоне с КПД около 40 %: в 1975 году в обсерватории Голдстоун (Калифорния) и в 1997 году в Grand Bassin на острове Реюньон (дальность порядка километра, исследования в области энергоснабжения посёлка без прокладки кабельной электросети).
В июне 2024 году учёные продемонстрировали рекордный перенос мощности в 270 кВт для беспроводной зарядки электромобиля Porsche Taycan.

## История беспроводной передачи энергии
- В 1820 году Андре Мари Ампер открыл закон (после названный в честь открывателя законом Ампера), показывающий, что электрический ток производит магнитное поле.
- В 1831 году Майкл Фарадей открыл закон индукции, важный базовый закон электромагнетизма.
- В 1864 году Джеймс Максвелл систематизировал результаты наблюдений и экспериментов, изучил уравнения по электричеству, магнетизму и оптике, создал теорию и составил строгое математическое описание поведения электромагнитного поля (см. уравнения Максвелла).
- В 1888 году Генрих Герц подтвердил существование электромагнитного поля. «Аппарат для генерации электромагнитного поля» Герца представлял собой искровой передатчик «радиоволн» и создавал волны в диапазонах частот СВЧ или УВЧ.
- В 1891 году Никола Тесла улучшил и запатентовал (патент номер 454,622; «Система электрического освещения») передатчик волн Герца для радиочастотного энергоснабжения.
- В 1893 году Никола Тесла на всемирной выставке, проходившей в 1893 году в Чикаго, продемонстрировал беспроводное освещение люминесцентными лампами[5].
- В 1894 году Никола Тесла зажёг без проводов фосфорную лампу накаливания в лаборатории на Пятой авеню, а позже в лаборатории на Хаустон-стрит в Нью-Йорке с помощью «электродинамической индукции», то есть посредством беспроводной резонансной взаимоиндукции[6][7][8].
- В 1894 году Джагдиш Чандра Боше дистанционно воспламенил порох, что привело к удару по колоколу, с использованием электромагнитных волн, показывая, что сигналы связи можно посылать без проводов[9][10].
- 25 апреля (7 мая) 1895 года Александр Попов продемонстрировал изобретённый им «Прибор для обнаружения и регистрирования электрических колебаний» на заседании физического отделения Русского физико-химического общества[11]:65.
- В 1895 году Боше передал сигнал на расстояние около одной мили[9][10].
- 2 июня 1896 года Гульельмо Маркони подал заявку на изобретение радио.
- В 1896 году Тесла передал сигнал на расстояние около 48 километров[12].
- В 1897 году Гульельмо Маркони передал текстовое сообщение азбукой Морзе на расстояние около 6 км, используя для этого радиопередатчик.
- В 1897 году зарегистрирован первый из патентов Тесла по применению беспроводной передачи.
- В 1899 году в Колорадо-Спрингс Тесла писал: «Несостоятельность метода индукции представляется огромной по сравнению с методом возбуждения заряда земли и воздуха»[13].
- В 1900 году Гульельмо Маркони не смог получить патент на изобретение радио в Соединённых Штатах.
- В 1901 году Маркони передал сигнал через Атлантический океан, используя аппарат Тесла.
- В 1902 году Тесла и Реджинальд Фессенден конфликтовали из-за американского патента номер 21,701 («Система передачи сигналов (беспроводная). Избирательное включение ламп накаливания, электронные логические элементы в целом»)[14].
- В 1904 году на Всемирной выставке, проходившей в Сент-Луисе, предложена премия за успешную попытку управления двигателем дирижабля мощностью 0,1 л.с. (75 Вт) от энергии, передаваемой дистанционно на расстояние менее 100 футов (30 м)[15].
- В 1917 году разрушена Башня Ворденклиф, построенная Никола Тесла для проведения опытов по беспроводной передаче больших мощностей.
- В 1926 году Синтаро Уда и Хидэцугу Яги опубликовали первую статью «о регулируемом направленном канале связи с высоким усилением»[16], хорошо известном как «антенна Яги-Уда» или антенна «волновой канал».
- В 1945 году Семён Тетельбаум опубликовал статью «О беспроводной передаче электроэнергии на большие расстояния с помощью радиоволн», в которой впервые рассматривал эффективность микроволновой линии для беспроводной передачи электроэнергии[17][18].
- В 1961 году Уильям Браун опубликовал статью по исследованию возможности передачи энергии посредством микроволн[19][20].
- В 1964 году Уильям Браун и Уолтер Кронкайт в эфире телеканала CBS News продемонстрировали модель вертолёта, получающего всю необходимую ему энергию от микроволнового луча.
- В 1968 году Питер Глейзер предложил использовать беспроводную передачу солнечной энергии из космоса с помощью технологии «Энергетический луч»[21][22]. Это считается первым описанием орбитальной энергетической системы.
- В 1973 году в Лос-Аламосской Национальной лаборатории продемонстрирована первая в мире пассивная система RFID[23].
- В 1975 году на комплексе дальней космической связи обсерватории Голдстоун проведены эксперименты по передаче мощности в десятки киловатт[24][25][26].

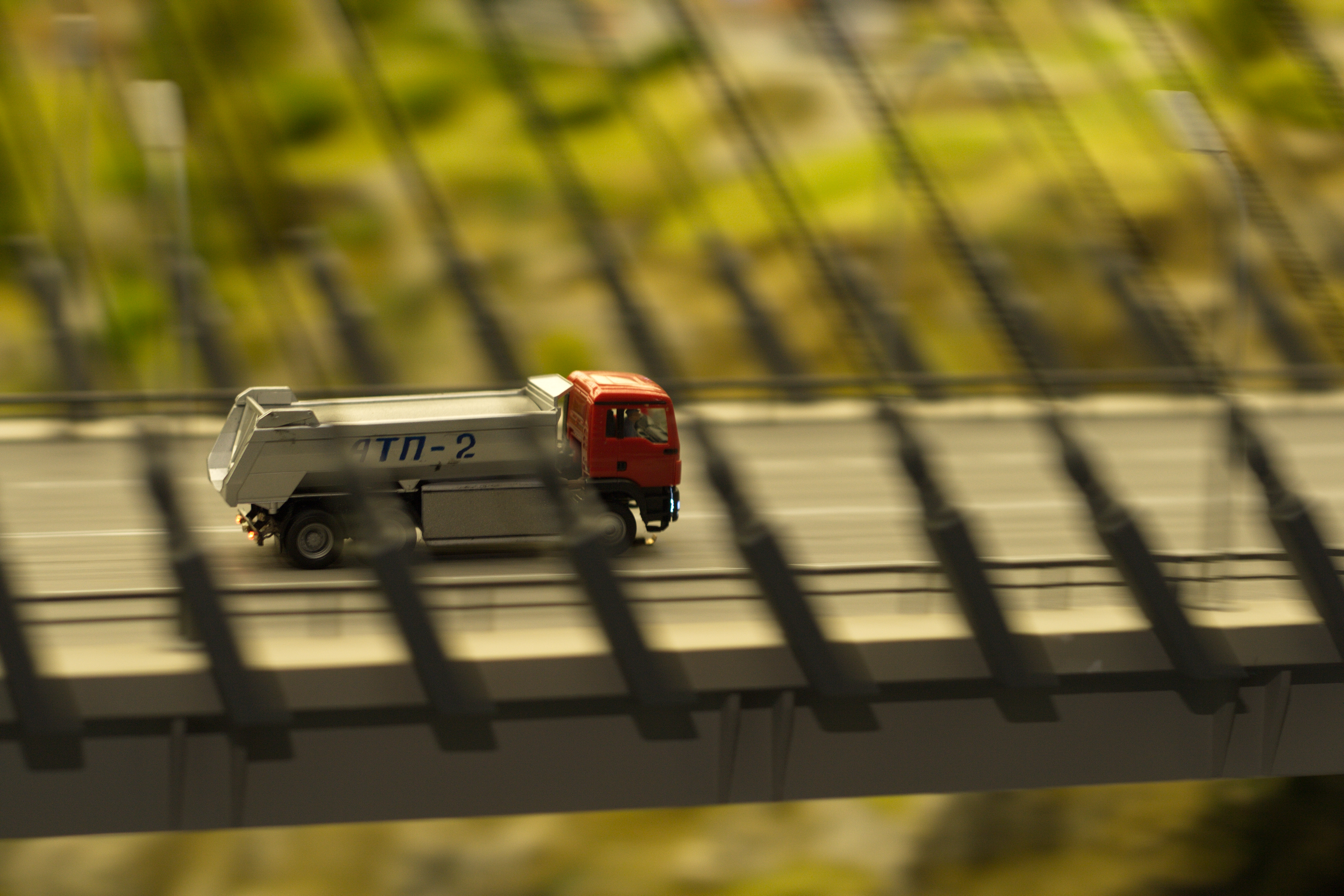
«Гранд Макет Россия» — электрическая модель автомобиля на беспроводном ходу

- В 2007 году исследовательская группа под руководством профессора Марина Солячича из Массачусетского технологического института передала беспроводным способом на расстояние 2 м энергию мощностью, достаточной для свечения лампочки мощностью 60 ватт, с КПД, равным 40 %, с помощью двух катушек диаметром 60 см[27].
- В 2008 году фирма «Bombardier» предложила систему для беспроводной передачи энергии, названную «primove» и предназначенную для применения в трамваях и двигателях малотоннажной железной дороги[28].
- В 2008 году сотрудники фирмы Intel воспроизвели опыты Николы Теслы 1894 года и опыты группы Джона Брауна 1988 года по беспроводной передаче энергии для свечения ламп накаливания с КПД, равным 75 %[29].
- В 2009 году консорциум заинтересованных компаний, названный «Wireless Power Consortium», разработал стандарт беспроводного питания для малых токов, названный «Qi»[30][31]. Qi стал применяться в портативной технике.
- В 2009 году норвежская компания «Wireless Power & Communication» представила[32] разработанный ею промышленный фонарь, способный безопасно работать и перезаряжаться бесконтактным способом в атмосфере, насыщенной огнеопасным газом.
- В 2009 году фирма «Haier Group» представила первый в мире полностью беспроводной LCD-телевизор, основанный на исследованиях профессора Марина Солячича по беспроводной передаче энергии и беспроводном домашнем цифровом интерфейсе (WHDI)[33][34].
- В 2011 году «Wireless Power Consortium» приступил к расширению спецификаций стандарта Qi для средних токов.
- В 2012 году начал работу частный петербургский музей «Гранд Макет Россия», в котором миниатюрные модели автомобилей получают электропитание беспроводным способом, через модель дорожного полотна.
- В 2015 году учёные из Вашингтонского университета выяснили, что электричество можно передавать посредством технологии Wi-Fi[35].
- В 2017 году учёные того же университета создали прототип мобильного телефона без батареи[36].

## Технологии
В инфракрасном диапазоне.

### Ультразвуковой способ
Ультразвуковой способ передачи энергии изобретён студентами университета Пенсильвании и впервые широкой публике представлен на выставке «The All Things Digital» (D9) в 2011 году. Как и в других способах беспроводной передачи чего-либо, использовался приёмник и передатчик. Передатчик излучал ультразвук; приёмник, в свою очередь, преобразовывал слышимое в электричество. На момент презентации расстояние передачи достигало 7—10 метров, и была необходима прямая видимость приёмника и передатчика. Передаваемое напряжение достигало 8 вольт; получаемая сила тока не сообщается. Используемые ультразвуковые частоты никак не действуют на человека. Также нет сведений и об отрицательном воздействии ультразвуковых частот на животных.
Практическое применение ультразвука для передачи энергии невозможно из-за очень низкого КПД, ограничений во многих государствах на максимальный уровень звукового давления, не позволяющий передавать приемлемую мощность, и других ограничений.

### Метод электромагнитной индукции

При беспроводной передаче энергии методом электромагнитной индукции используется ближнее электромагнитное поле на расстояниях около одной шестой длины волны. Энергия ближнего поля сама по себе не является излучающей, однако некоторые радиационные потери всё же происходят. Кроме того, как правило, имеют место и резистивные потери. Благодаря электродинамической индукции, переменный электрический ток, протекающий через первичную обмотку, создаёт переменное магнитное поле, которое действует на вторичную обмотку, индуцируя в ней электрический ток. Для достижения высокой эффективности взаимодействие должно быть достаточно тесным. По мере удаления вторичной обмотки от первичной, всё большая часть магнитного поля не достигает вторичной обмотки. Даже на относительно небольших расстояниях индуктивная связь становится крайне неэффективной, расходуя большую часть передаваемой энергии впустую.
Электрический трансформатор является простейшим устройством для беспроводной передачи энергии. Первичная и вторичная обмотки трансформатора прямо не связаны. Передача энергии осуществляется посредством процесса, известного как взаимная индукция. Основной функцией трансформатора является повышение или понижение первичного напряжения. Бесконтактные зарядные устройства мобильных телефонов и электрических зубных щёток являются примерами использования принципа электродинамической индукции. Индукционные плиты также используют этот метод. Основным недостатком метода беспроводной передачи является крайне небольшое расстояние его действия. Приёмник должен находиться в непосредственной близости к передатчику для того, чтобы эффективно с ним взаимодействовать.

Использование резонанса колебательного контура несколько увеличивает дальность передачи. При резонансной индукции передатчик и приёмник настроены на одну частоту. Производительность может быть улучшена ещё больше путём изменения формы волны управляющего тока от синусоидальных до несинусоидальных переходных формы волны. Импульсная передача энергии происходит в течение нескольких циклов. Таким образом, значительная мощность может быть передана между двумя взаимно настроенными LC-цепями с относительно невысоким коэффициентом связи. Передающая и приёмная катушки, как правило, представляют собой однослойные соленоиды или плоскую спираль с набором конденсаторов, которые позволяют настроить принимающий элемент на частоту передатчика.
Обычным применением резонансной электродинамической индукции является зарядка аккумуляторных батарей портативных устройств, таких, как портативные компьютеры и сотовые телефоны, медицинские имплантаты и электромобили. Техника локализованной зарядки использует выбор соответствующей передающей катушки в структуре массива многослойных обмоток. Резонанс используется как в панели беспроводной зарядки (передающем контуре), так и в модуле приёмника (встроенного в нагрузку) для обеспечения максимальной эффективности передачи энергии. Такая техника передачи подходит универсальным беспроводным зарядным панелям для подзарядки портативной электроники, такой, например, как мобильные телефоны. Техника принята в качестве части стандарта беспроводной зарядки Qi.
Резонансная электродинамическая индукция также используется для питания устройств, не имеющих аккумуляторных батарей, таких, как RFID-метки и бесконтактные смарт-карты, а также для передачи электрической энергии от первичного индуктора винтовому резонатору трансформатора Теслы, также являющемуся беспроводным передатчиком электрической энергии.

### Электростатическая индукция

Пояснительный текст

Электростатическая или ёмкостная связь представляет собой прохождение электроэнергии через диэлектрик. На практике это градиент электрического поля или дифференциальная ёмкость между двумя или более изолированными клеммами, пластинами, электродами или узлами, возвышающимися над проводящей поверхностью. Электрическое поле создаётся за счёт заряда пластин переменным током высокой частоты и высокого потенциала. Ёмкость между двумя электродами и питаемым устройством образует разницу потенциалов.
Электрическая энергия, передаваемая с помощью электростатической индукции, может быть использована в приёмном устройстве, например, таком, как беспроводные лампы. Тесла продемонстрировал беспроводное питание ламп освещения энергией, передаваемой переменным электрическим полем.

Вместо того чтобы полагаться на электродинамическую индукцию для питания лампы на расстоянии, идеальным способом освещения зала или комнаты будет создание таких условий, при которых осветительный прибор можно было бы переносить и размещать в любом месте, и он работал, независимо от того, где он находится, и без проводного подключения. Я сумел продемонстрировать это, создав в помещении мощное переменное электрическое поле высокой частоты. Для этой цели я прикрепил изолированную металлическую пластину к потолку и подключил её к одной клемме индукционной катушки, другая клемма была заземлена. В другом случае я подключал две пластины, каждую к разным концам индукционной катушки, тщательно подобрав их размеры. Газоразрядная лампа может перемещаться в любое место помещения между металлическими пластинами или даже на некоторое расстояние за ними, излучая при этом свет без перерыва.

Принцип электростатической индукции применим к методу беспроводной передачи.
«В случаях, когда требуется передача небольшого количества энергии, необходимость в расположении электродов на возвышении снижается, особенно в случае токов высокой частоты, когда достаточное количество энергии может быть получено терминалом путём электростатической индукции из верхних слоев воздуха, создаваемой передающим терминалом».

### Микроволновое излучение

Радиоволновую передачу энергии можно сделать более направленной, значительно увеличив расстояние эффективной передачи энергии путём уменьшения длины волны электромагнитного излучения, как правило, до микроволнового диапазона. Для обратного преобразования микроволновой энергии в электричество может быть использована ректенна, эффективность преобразования энергии которой превышает 95 %. Данный способ был предложен для передачи энергии с орбитальных солнечных электростанций на Землю и питания космических кораблей, покидающих земную орбиту.
Сложностью в создании энергетического микроволнового луча является то, что для использования его в космических программах из-за дифракции, ограничивающей направленность антенны, необходима диафрагма большого размера. Например, согласно исследованию НАСА 1978 года, для микроволнового луча частотой 2,45 ГГц понадобится передающая антенна диаметром в 1 км, а приёмной ректенны диаметром в 10 км. Эти размеры могут быть снижены путём использования более коротких длин волн, однако короткие волны могут поглощаться атмосферой, а также блокироваться дождём или каплями воды. Из-за «проклятия узкого пучка» невозможно сузить луч, объединяя пучки от нескольких меньших спутников без пропорциональной потери в мощности.
Для применения на земле антенна диаметром 10 км позволит достичь значительного уровня мощности при сохранении низкой плотности пучка, что важно по соображениям безопасности для человека и окружающей среды. Безопасный для человека уровень плотности мощности составляет 1 мВт/см2, что на площади круга диаметром 10 км соответствует мощности в 750 МВт. Этот уровень соответствует мощности современных электростанций.
Японский исследователь Хидэцугу Яги исследовал беспроводную передачу энергии с помощью созданной им направленной антенной решётки. В феврале 1926 года им была опубликована работа об устройстве, известном сейчас как антенна Яги. Хотя она оказалась неэффективной для передачи энергии, сегодня её широко используют в радиовещании и беспроводных телекоммуникациях из-за её превосходных рабочих характеристик.
В 1945 году советский учёный Семён Тетельбаум опубликовал статью, в которой впервые рассматривал эффективность микроволновой линии для беспроводной передачи электроэнергии. 
После Второй мировой войны, когда началось развитие мощных СВЧ-излучателей, известных под названием магнетрон, идея использования микроволн для передачи энергии была развита.
В 1964 году был продемонстрирован миниатюрный вертолёт, к которому энергия передавалась с помощью СВЧ-излучения.
Беспроводная передача энергии высокой мощности с использованием микроволн подтверждена экспериментально. Опыты по передаче десятков киловатт электроэнергии проводились в обсерватории Голдстоун (Goldstone, штат Калифорния) в 1975 году и в 1997 году в Гранд Бассине (Grand Bassin) на острове Реюньон. В ходе экспериментов достигнута передача энергии на расстояние порядка одного километра.
Экспериментами по беспроводной передаче энергии с помощью СВЧ-излучения занимался также академик Пётр Капица.

### Лазерный метод

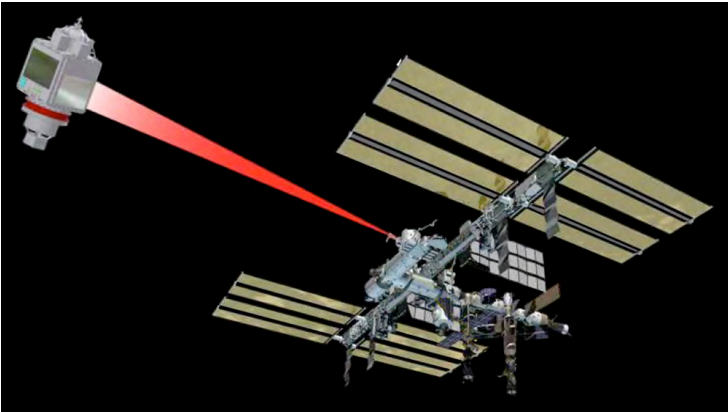

В том случае, если длина волны электромагнитного излучения приближается к видимой области спектра (от 10 мкм до 10 нм), энергию можно передать путём её преобразования в луч лазера, который затем может быть направлен на фотоэлемент приёмника.
Лазерная передача энергии по сравнению с другими методами беспроводной передачи обладает рядом преимуществ:
- передача энергии на большие расстояния (за счёт малой величины угла расходимости между узкими пучками монохроматической световой волны);
- удобство применения для небольших изделий (благодаря небольшим размерам твердотельного лазера — фотоэлектрического полупроводникового диода);
- отсутствие радиочастотных помех для существующих средств связи, таких, как Wi-Fi и сотовые телефоны (лазер не создаёт таких помех);
- возможность контроля доступа (получить электроэнергию могут только приёмники, освещённые лазерным лучом).

У данного метода есть и ряд недостатков:
- преобразование низкочастотного электромагнитного излучения в высокочастотное, которым является свет, неэффективно. Преобразование света обратно в электричество также неэффективно, так как КПД фотоэлементов достигает 40−50 %, хотя эффективность преобразования монохроматического света значительно выше, чем эффективность солнечных панелей;
- потери в атмосфере;
- необходимость прямой видимости между передатчиком и приёмником (как и при микроволновой передаче).

Технология передачи мощности с помощью лазера ранее, в основном, исследовалась при разработке новых систем вооружений и в аэрокосмической промышленности, а в настоящее время разрабатывается для коммерческой и потребительской электроники в маломощных устройствах. Системы беспроводной передачи энергии с применением в потребительских целях должны удовлетворять требованиям лазерной безопасности стандарта IEC 60825.
Для лучшего понимания лазерных систем следует принимать во внимание то, что распространение лазерного луча гораздо в меньшей степени зависит от дифракционных ограничений, как пространственное и спектральное согласование характеристик лазеров позволяют увеличить рабочую мощность и дистанцию, как длина волны влияет на фокусировку.
Драйденский лётно-исследовательский центр НАСА продемонстрировал полёт лёгкого беспилотного самолёта-модели, питаемого лазерным лучом. Это доказало возможность периодической подзарядки посредством лазерной системы без необходимости приземления летательного аппарата.
Кроме того, подразделение НАСА, названное «Litehouse DEV», совместно с Университетом штата Мэриленд разрабатывает лазерную систему питания небольших БПЛА, безопасную для глаз.
С 2006 года компания PowerBeam, изобретшая лазерную технологию, безопасную для глаз, также разрабатывает готовые для коммерческого применения узлы для различных потребительских и промышленных электронных устройств.
В 2009 году в соревновании НАСА по передаче энергии лазером в космосе первое место и приз в $900 тыс. получила компания LaserMotive, продемонстрировав собственную разработку, способную действовать на расстоянии в один километр. Лазер победителя смог передать мощность в 500 Вт на расстояние в 1 км с 10 % КПД.

### Электропроводность земли
Однопроводная электрическая система SWER (англ. single wire with earth return) основывается на токе земли и одном изолированном проводе. В аварийных случаях высоковольтные линии постоянного тока могут работать в режиме SWER. Замена изолированного провода на атмосферную обратную связь для передачи мощного высокочастотного переменного тока стала одним из методов беспроводной передачи электроэнергии. Кроме того, исследовалась возможность беспроводной передачи электроэнергии только через землю.
Низкочастотный переменный ток может быть передан с низкими потерями по земле, поскольку общее сопротивление земли значительно меньше, чем 1 Ом. Электрическая индукция возникает преимущественно из-за электропроводимости океанов, металлических рудных тел и подобных подземных структур. Электрическая индукция также вызывается электростатической индукцией диэлектрических областей, таких, как залежи кварцевого песка и прочих непроводящих минералов.
Переменный ток может передаваться через слои атмосферы, имеющие атмосферное давление менее 135 мм рт. ст (давление на высоте 13 км и выше). Ток протекает посредством электростатической индукции через нижние слои атмосферы примерно в 2—3 милях (3,2—4,8 километрах) над уровнем моря и благодаря потоку ионов, то есть электрической проводимости через ионизированную область, расположенную на высоте выше 5 км. Интенсивные вертикальные пучки ультрафиолетового излучения могут быть использованы для ионизации атмосферных газов непосредственно над двумя возвышенными терминалами, приводя к образованию плазменных высоковольтных линий электропередач, ведущих прямо к проводящим слоям атмосферы. В результате между двумя возвышенными терминалами образуется поток электрического тока, проходящий до тропосферы, через неё и обратно на другой терминал. Электропроводность через слои атмосферы становится возможной благодаря ёмкостному плазменному разряду в ионизированной атмосфере.
Никола Тесла обнаружил, что электроэнергия может передаваться и через землю, и через атмосферу. В ходе своих исследований он добился возгорания лампы на умеренных расстояниях и зафиксировал передачу электроэнергии на больших дистанциях. Башня Ворденклиф задумывалась как коммерческий проект по трансатлантической беспроводной телефонии и стала реальной демонстрацией возможности беспроводной передачи электроэнергии в глобальном масштабе. Установка не была завершена из-за недостаточного финансирования.
Земля является естественным проводником и образует один проводящий контур. Обратный контур реализуется через верхние слои тропосферы и нижние слои стратосферы на высоте около 4,5 миль (7,2 км).
Глобальная система передачи электроэнергии без проводов, так называемая «Всемирная беспроводная система», основанная на высокой электропроводности плазмы и высокой электропроводности земли, была предложена Николой Теслой в начале 1904 года.

## Всемирная беспроводная система

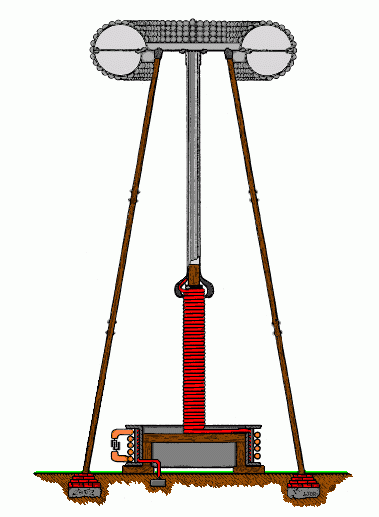
Конструкция передающей катушки Теслы
'

Ранние эксперименты известного сербского изобретателя Никола Теслы касались распространения обычных радиоволн, то есть волн Герца, электромагнитных волн, распространяющихся в пространстве.
В 1919 году Никола Тесла писал: «Считается, что я начал работу над беспроводной передачей в 1893 году, но на самом деле два предыдущих года я проводил исследования и конструировал аппаратуру. Для меня было ясно с самого начала, что успеха можно достичь благодаря ряду радикальных решений. Высокочастотные генераторы и электрические осцилляторы должны были быть созданы в первую очередь. Их энергию необходимо было преобразовать в эффективных передатчиках и принять на расстоянии надлежащими приёмниками. Такая система была бы эффективна в случае исключения любого постороннего вмешательства и обеспечения её полной исключительности. Со временем, однако, я осознал, что для эффективной работы устройств такого рода они должны разрабатываться с учётом физических свойств нашей планеты».
Одним из условий создания всемирной беспроводной системы является строительство резонансных приёмников. Заземлённый винтовой резонатор катушки Теслы и расположенный на возвышении терминал могут быть использованы в качестве таковых. Тесла лично неоднократно демонстрировал беспроводную передачу электрической энергии от передающей к приёмной катушке Теслы. Это стало частью его беспроводной системы передачи (патент США № 1119732 от 18 января 1902 года, «Аппарат для передачи электрической энергии»).
Тесла предложил установить более тридцати приёмо-передающих станций по всему миру. В этой системе приёмная катушка действует как понижающий трансформатор с высоким выходным током. Параметры передающей катушки тождественны приёмной.
Целью мировой беспроводной системы Теслы являлось совмещение передачи энергии с радиовещанием и направленной беспроводной связью, которое бы позволило избавиться от многочисленных высоковольтных линий электропередачи и содействовало бы объединению электрических генераторов в глобальном масштабе.